# O Bêbado e a Equilibrista
"O Bêbado e a Equilibrista" é uma canção composta por João Bosco e Aldir Blanc, e interpretada por Elis Regina em seu álbum Essa Mulher, de 1979. Tornou-se um hino informal sobre o período da anistia e do declínio da Ditadura Militar no Brasil, sendo mesmo chamada de Hino da Anistia, ainda que tenha sido composta antes da aprovação da Lei da Anistia, de 1979.

## História
A canção começou a ser composta no período entre as festas de Natal de 1977 e Ano Novo, João Bosco queria homenagear Charles Chaplin, morto em 25 de dezembro daquele ano, e seus primeiros versos, que citam metaforicamente a queda do Elevado Paulo de Frontin, falam exatamente do personagem Carlitos, de Chaplin ("Caía a tarde feito um viaduto, e um bêbado trajando luto me lembrou Carlitos...").
A letra possui diversas referências de eventos e personalidades ligadas ao período em questão, ou seja, à Ditadura Militar e a anistia concedida para opositores e para os próprios militares, de acordo com a Lei nº 6.683, de 28 de agosto de 1979. Nos versos "Choram Marias e Clarisses", Bosco cita Maria, filha de Manuel Fiel Filho, e Clarisse Herzog, esposa de Vladimir Herzog, pois ambos morreram nos porões do DOI-CODI por fazerem parte da oposição. O trecho "Meu Brasil... Que sonha com a volta do irmão do Henfil", a letra faz referência a Herbert José de Sousa, o Betinho, irmão de Henfil, que esteve exilado de 1971 até 1979, no Chile, Canadá e México.
A música foi executada pela primeira vez num programa de TV em São Paulo por Elis Regina, e fez grande sucesso mesmo antes de ser lançada oficialmente.
Aldir Blanc considera a canção um registro da união e amizade entre ele, João Bosco, Henfil e Elis Regina.